# 288615 Tempesti
288615 Tempesti este o planetă minoră (asteroid) din centura de asteroizi. A fost descoperită pe 11 iulie 2004 la  de Vincenzo Silvano Casulli⁠(d) și a fost numită după Piero Tempesti⁠(d). 
Obiectul prezintă o orbită caracterizată de o semiaxă mare de 2,6002880567788 UAi, o excentricitate de 0,14830512335973, o înclinație de 6,6238059502879 ° în raport cu ecliptica.